# Тёплая Трасса
«Тёплая Трасса» — российская рок-группа (сибпанк) из Барнаула, основана в 1991 году. Основателем и автором текстов группы является бывший главный редактор журнала «ПНС» Вадим Макашенец.

## История группы
Группа «Теплая Трасса» появилась в 1991 году в городе Барнауле в результате совместного творчества автора текстов песен Вадима Макашенца, автора, редактора и издателя самиздатовского рок-журнала «Периферийная нервная система» (творческий псевдоним Депа Побоков) и молодых барнаульских рок-музыкантов, первым из которых стал Сергей "Талонов" Кистанов, подружившийся с Вадимом на почве рок-журналистики весной 1990 года. Основой «Тёплой Трассы» стала группа «Опорный пункт», в частности ее музыканты — Леонид «Шао» Веремьянин, вокал, гитара, и Константин «Ветеран» Кирьячков, бас-гитара.
В начале 1991 года Макашенец приглашает в группу своего приятеля, барабанщика Александра Подорожного. После двухмесячных репетиций в актовом зале издательства «Алтайская правда» 14 апреля в студенческом клубе Алтайского государственного университета состоялся первый концерт группы «Теплая Трасса» (название было подарено Вадиму басистом группы «Дядя Го» Валерием Калининым) в следующем составе: Леонид «Шао» Веремьянин — вокал, Сергей «Талонов» Кистанов — вокал, гитара, Константин «Ветеран» Кирьячков — бас-гитара, Александр «Банзай» Подорожный — ударные. Одна из самых первых репетиций ТТ в этом составе была записана 25 января и под названием «Вниз и налево» отправлена в Москву Алексею Коблову, приятелю Макашенца, журналисту «КонтрКультУры» и члену оргкомитета всесоюзного фестиваля независимой музыки «Индюки». В результате этого запись быстро разошлась по Москве, а Коблов опубликовал в «КонтрКультУре», флагмане советского рок-самиздата, доброжелательную заметку о «Теплой Трассе».
На этой репетиционной записи присутствует Алексей "Бякин" Белякин, ставший самым верным другом и соратником "Теплой Трассы".
В период с 1991 по 1993 годы группой было записано семь альбомов. Все альбомы записывались в домашних условиях.  Главная заслуга в создании звука,  всех аранжировок и большей части музыкального материала, принадлежит Сергею Талонову.
На тот период в группе играли: Шао, Талонов, Ветеран, Александр Подорожный, Юрий «Ужас» Сергеев, Алексей «Мыха» Кирьячков и Олег «Архитектор», "Логинов" Яценко.
Осенью 1993 года после записи альбома «Царица Небесная» Талонов уехал в Красноярск.
В 1994 году «Теплая Трасса» приняла участие в двух крупных фестивалях — на вторых московских «Индюках» и в «Русском прорыве на Украину» в Киеве (туда группу пригласил московский музыкант Константин Мишин).
В 1995 году группа участвовала в гастрольном туре по Москве и области.
В 1996 году Архитектор, попытавшийся сначала заменить Талонова в качестве основного музыканта ТТ, стал директором группы и уехал в Москву с целью распространения записей и материалов группы и издания книги о ней, но попытка закончилась неудачно. В 1997 году он погиб в Барнауле. Его смерть сделала дальнейшее существование группы проблематичным.
В 1998 году на студии «Мельница» Сергеем Талоновым, по просьбе Макашенца приехавшим для этого в Барнаул, а также Алексеем «Бякиным» Белякиным (гитара, вокал), давним соратником «Трассы», был записан первый студийный альбом «Всё впереди». В записи принимал участие студийный музыкант Артур Мелкомуков (ударные, клавишные, бас, сведение). В 2002 году московская студия «Выргород» выпустила этот альбом на кассетах.
Барнаульский период творчества «Теплой трассы» завершился участием в концертах группы в качестве соло-гитариста Сергея «Зёмы» Земченко, одноклассника Алексея «Мыхи» Кирьячкова.
В 2002 году на студии CDStudio был издан первый официальный CD группы — сборник «Всадники Апокалипсиса-IV», в который вошли записанные ранее песни периода 1991—1998 годов. В том же году, летом, на студии Алексея Вертоградова в Москве был записан полуакустический альбом «Критика танка», в который вошли песни периода 1998—2002 годов. «Теплая Трасса» работала в составе: Шао (вокал, гитара), Ветеран (бас), Антон Бовин (соло-гитара), Алексей Вертоградов (перкуссия, звукорежиссура).
Начиная с мая 2002 года группа выступала в Москве и европейской части России. В апреле 2003 года на студии UR-REALIST вышел CD «Вниз и налево».
В 2002—2003 годах музыканты окончательно осели в Москве. Главным приобретением стало участие в выступлениях Алексея Раждаева, бывшего гитариста барнаульской группы «Дядя Го». Итогом работы стал новый альбом «Трамплины рая», вышедший в апреле 2008 года. Альбом был записан в московской студии M.Y.M. в 2007 году. Помимо Шао, Ветерана и Раждаева в записи принимали участие Сергей Вафин (гитара) и барабанщики — Алексей «Свин» Сергеев и Петр Качуров — все к тому времени постоянные участники выступлений «Теплой трассы», а также приглашенные музыканты и исполнители. Звукорежиссером альбома был Ян Сурвилло.
В 2013 году группа выпустила альбом «Грядущему».
В 2016 году вышел альбом «АзБука» (1997—2015, стихи и песни), посвященный 25-летию «Теплой трассы». Альбом был записан в домашней студии Сергея Вафина. В записи, помимо прочих, приняли участие новые музыканты ТТ — гитарист Михаил Прошин и бас-гитарист Александр "Штакет" Поляков. Последний — в связи с уходом, по семейным обстоятельствам, Константина «Ветерана» Кирьячкова. В качестве ударника в записи альбома принял участие Кирилл Горьков, музыкант группы Игоря Николавева, приятель Игоря Бурлакова.
В декабре 2016 года, после презентации альбома «АзБука», из группы ушёл по личным обстоятельствам Леонид «Шао» Веремьянин, организовавший «Проект ШАО» и занимающийся театральной деятельностью, будучи профессиональным артистом театра и кино. Вместо него в январе 2017 г. был приглашен Сергей Жулидов, музыкант из города Энгельса, давний поклонник ТТ. Была выпущена песня «Отрада», записанная с бэк-вокалисткой барнаульской группы «Территория 22» Тамарой Шипулиной и Сергеем Талоновым, вернувшимся в группу весной 2017.
В 2018 году вышел альбом «Восхождение». Помимо Сергея Жулидова, Сергея Талонова, Артура Мелкомукова, Алексея Белякина и Вадима Макашенца, в записи принял участие и Михаил Прошин, единственный оставшийся, помимо Вадима и гитариста Алексея Раждаева, участник московского состава «Теплой Трассы».
В 2019 году группа записала сингл «Встреча», состоящий из трех песен — двух старых и одной новой.
В 2020 году с ТТ расстался Сергей Жулидов.
В 2023 году вышел полноформатный альбом «Сигналы». В альбоме, помимо Михаила Прошина, Сергея "Талонова" Кистанова и Алексея "Бякина" Белякина,  самое активное участие принимает Андрей Лунин, участник питерской группы "Урсус", родом из Барнаула. Тем самым группа приобретает новую силу.  Альбом "Сигналы" некоторыми критиками признается лучшим альбомом ТТ за всю историю группы.
После записи альбома из группы уходят Софья Третьякова (скрипка) и Никита Чернышев (барабаны), приглашенные для концертных выступлений, но которые, по словам Вадима, "не вынесли рокерских реалий". Покинуть группу пришлось и бас-гитаристу Константину Елисееву, старому приятелю ТТ, так же приглашенному в 2020 году  для концертов.
Презентация альбома "Сигналы" состоялась 26 октября в рок-магазине "Дом Культуры" в Москве.
В 2024 году музыкантами "Теплой Трассы" совместно с Алексндром Чернецким (группа "Разные Люди") был записан сингл - песня "Всё впереди", одноимённая с альбомом ТТ 1998 года.
В 2024 году был собран новый концертный состав музыкантов ТТ. Помимо Михаила Прошина (вокал, гитара), Алексея Раждаева (гитара) и вернувшегося бас-гитариста Александра"Штакета" Полякова, в группу влились Андрей Андреев (соло-гитара) и Дмитрий Кирсанов (ударные), участники бывшей группы "Беловодье" и других родственных проектов. В октябре 2024 года "Теплая Трасса", после большого перерыва, вновь выступила в Барнауле и Новосибирске, благодаря всемерной помощи Станислава Панасенко (Барнаул), главного инициатора и организатора, наряду с Андреем Луниным, Народного Трибьюта "Теплой Трассы", вышедшего в 2022 году. 
В 2025 году концертная деятельность ТТ продолжается, как и работа над новыми песнями.

## Участники
- Михаил Прошин: вокал, гитара
- Алексей Раждаев: гитара
- Александр Поляков «Штакет»: бас-гитара, бэк-вокал
- Андрей Андреев: гитара
- Дмитрий Кирсанов: ударные
- Андрей Лунин: вокал, гитара, бас-гитара
- Алексей "Бякин" Белякин: гитара, вокал, автор музыки
- Сергей "Талонов" Кистанов - гитара, вокал, автор музыки
- Вадим Макашенец: основатель, идейный руководитель, автор текстов

Бывшие участники
- Леонид Веремьянин «Шао»: вокал, гитара, автор музыки
- Константин Кирьячков "Ветеран" - бас-гитара
- Артур Мелкомуков: барабаны, клавиши, звукорежиссура
- Игорь Бурлаков — ударные
- Кирилл Горьков — ударные
- Юрий Сергеев «Ужас»: гитара †
- Алексей Кирьячков «Мыха»: ударные
- Александр Подорожный: ударные
- Сергей Жулидов: вокал, гитара, автор музыки
- Олег Яценко «Архитектор»: гитара, бэк-вокал †
- Сергей Земченко «Зема»: соло-гитара
- Сергей Вафин: соло-гитара, бэк-вокал, автор музыки, аранжировки
- Петр Кочуров: ударные †
- Дмитрий Юдин: ударные
- Михаил Баядинов: ударные †
- Алексей Сергеев «Свин»: ударные
- Антон Бовин: гитара
- Алексей Вертоградов: перкуссия
- Александр Шакалей: соло-гитара
- Юрий Минин «Керри»: звукооператор
- Вячеслав Антонов «Джованни»: губная гармошка
- Алина Корбут: скрипка
- Константин Елисеев - бас-гитара
- Софья Третьякова: скрипка
- Никита Чернышев: барабаны

## Дискография
Официальные альбомы
- 1991 — Меня мало убить (CD True Fanatics, 2018)[6]
- 1992 — Песни грусти и печали (CD True Fanatics, 2018)[6]
- 1992 — Вниз и налево (CD UR-REALIST, 2003)
- 1993 — Этот мир (сокращенная версия без трех композиций CD UR-REALIST, 2003; полная версия CD True Fanatics, 2018)[7]
- 1993 — Надежда[8] (CD ZREC, 2013)
- 1993 — Весёлая педократия (CD «Выргород», 2010)
- 1993 — Царица Небесная (CD ZREC, 2012)
- 1998 — Всё впереди (MC «Выргород», 2001)
- 2002 — Критика танка (полуакустика) (CD ZREC, 2013)[9]
- 2008 — Трамплины рая[10] (CD авторское издание, 2008)
- 2013 — Грядущему[11] (CD «Выргород», 2013)
- 2016 — Азбука (CD авторское издание, 2016)
- 2018 — Восхождение (CD True Fanatics, 2018)
- 2023 — Сигналы (CD True Fanatics, 2023) [12]

Официальные сборники
- 1994 — Всадники Апокалипсиса I (1991—1994)
- 1994 — Всадники Апокалипсиса II (1991—1994)
- 1994 — Всадники Апокалипсиса III (1991—1994)
- 1998 — Всадники Апокалипсиса IV (1991—1998)
- 2007 — Легенды русского рока

Бутлеги
- 1991 — Вниз и налево (магнитоальбом)
- 1991 — Акустика
- 1992 — Анархия Судного Дня
- 1992 — Надежда (магнитоальбом)
- 1992 — Взлётная полоса (Концерт на рок-сессии 25.11.1992) (CD True Fanatics, 2018)[7]
- 1995 — Концерт на «Рок-акустике»
- 1995 — Концерт на Радиоканале-3
- 1996 — Концерт на радио «Вертикаль»
- 1999 — Пусть будет любовь (концерт)
- 2001 — Концерт в АлтГУ
- 2001 — Прощение
- 2002 — Я не хочу печалить вас ничем
- 2004 — Акустика в «Форпосте»
- 2004 — Сибирское вторжение (концерт)
- 2016 — Азбука, макси-сингл (CD авторское издание, 2016)

Синглы
- 2019 — Встреча
- 2021 — Сигналы
- 2022 — Весна
- 2024 — Всё впереди